# Båtnabben
Båtnabben är en småbåtshamn i Mariehamn, Åland. Båtnabben ligger i norra Slemmern. Här fanns en mattvätt där allmänheten kunde tvätta mattor på traditionellt finskt vis, det vill säga med tallsåpa och havsvatten.